# Ausbesserungswerk Görlitz
Das Ausbesserungswerk Görlitz (ursprünglich Bahnbetriebswerk Schlauroth, später Raw, Reichsbahnausbesserungswerk Schlauroth bzw. Reichsbahnausbesserungswerk „Deutsch-Sowjetische Freundschaft“ Görlitz) war eine Eisenbahninstandhaltungswerkstatt im Westen der Stadt Görlitz in der Oberlausitz. Das Werk existierte bereits seit der Länderbahnzeit. In ihm wurden preußische und sächsische Güterzuglokomotiven gewartet und instand gesetzt. Nach dem Zweiten Weltkrieg wurde das Bahnbetriebswerk zum eigenständigen Reichsbahnausbesserungswerk erhoben und schloss schließlich Mitte der 1990er Jahre.

## Lage und Anbindung
Die Instandhaltungswerkstatt lag nördlich der Görlitzer Stadt- bzw. Ortsteile Rauschwalde und Schlauroth. Die Bahnstrecke Görlitz–Dresden und später auch das Erprobungszentrum für die automatische Mittelpufferkupplung (heute: TÜV Süd Rail) im Süden sowie der Verschiebebahnhof Schlauroth im Norden umschlossen das Werksgelände komplett. Über die Bahnstrecke Görlitz–Dresden führte eine Fußgängerbrücke bis zur heutigen Friedrich-List-Straße (früher: Straße der Eisenbahner). Dort befand sich eine Pforte, die heute noch vorhanden ist. Von Osten führte eine Verbindungsstraße vorbei am Wasserturm hinauf zur Brücke an der Maxim-Gorki-Straße. Heute nutzt noch der TÜV die Straßenanbindung, die heute jedoch zur Wiesbadener Straße führt. Die Brücken an der Maxim-Gorki-Straße aus dem Jahr 1912 wurden 2011 abgerissen.

## Geschichte

### Anfänge
Bereits zur Jahrhundertwende reichten die Kapazitäten des erst Mitte des 19. Jahrhunderts erweiterten Bahnhofs Görlitz nicht mehr aus, um täglich 112 Reisezüge und 72 planmäßige Güterzüge abzufertigen. Hinzu kamen an Feiertagen und in der Urlaubszeit noch bis zu 26 weitere Sonderzüge sowie 24 Bedarfsgüterzüge. Den größten Engpass stellte der zunehmende Güterverkehr dar, weil einzelne Güterabfertigungsbereiche nicht mehr genutzt werden durften, so die Freiladegleise an der Äußeren Bahnhofstraße, da die Rangierabteilungen die Hauptstrecke hätten kreuzen müssen. Vor der nächsten Bahnhofserweiterung des Personenbahnhofs sollte zur Entlastung ein neuer Rangier- und Güterbahnhof entstehen und somit der Güterverkehr am Personenbahnhof eingestellt werden können. Es gab Erwägungen, den Vorortbahnhof Görlitz Vorstadt im Süden als Güterbahnhof auszubauen. Wegen der schwierigen Geländeverhältnisse erhielt der Standort bei Schlauroth und Rauschwalde den Vorzug. Die Bauarbeiten am Verschiebebahnhof Schlauroth im Westen der Stadt wurden 1906 aufgenommen. Am 1. November 1909 wurde er dem Verkehr übergeben.

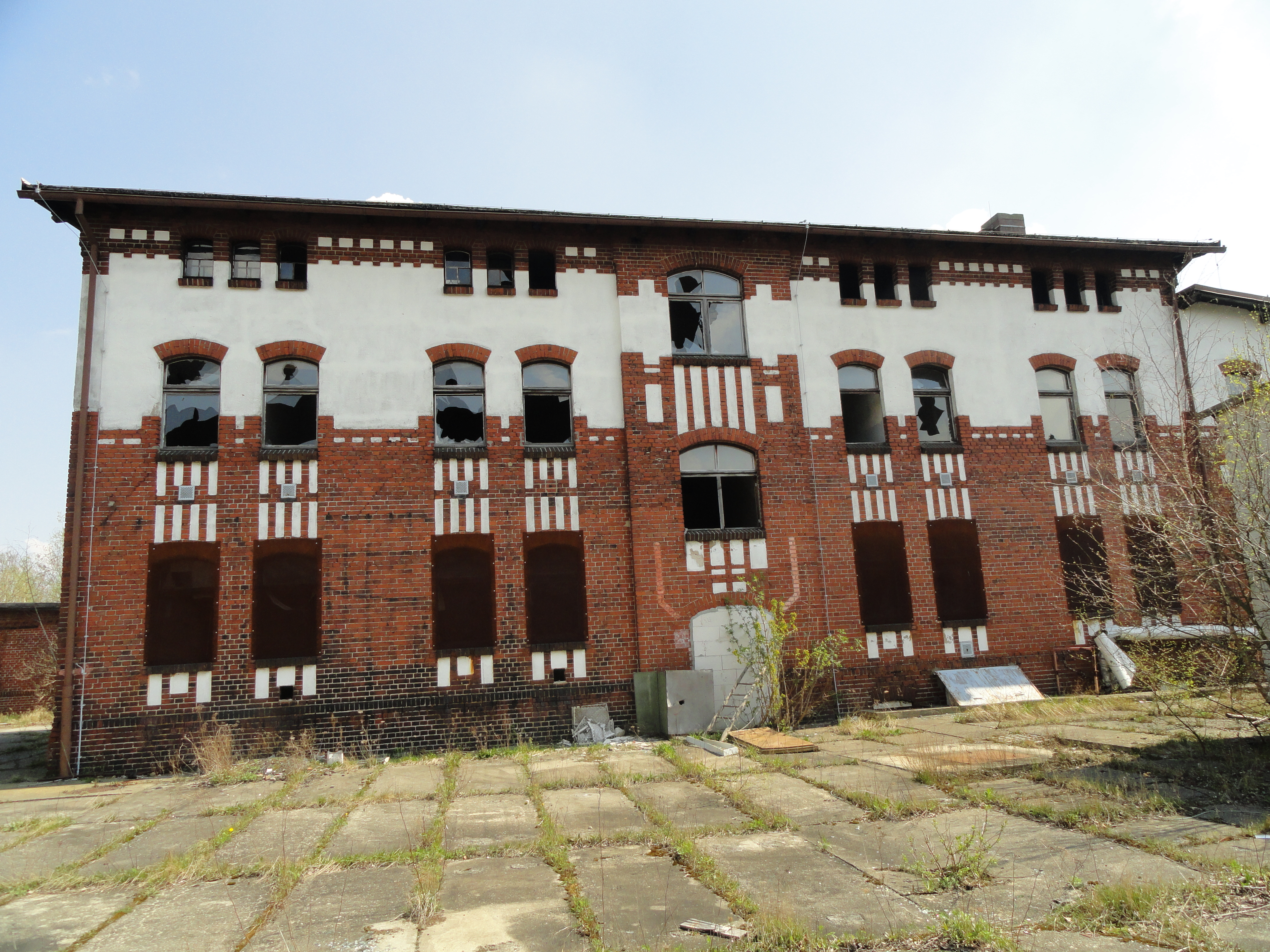
Einstiges preußisches Materialmagazin

Zur gleichen Zeit nahm die Betriebswerkstätte Schlauroth ihren Betrieb auf. Wie auch den Güterbahnhof teilten sich die sächsischen und die preußischen Staatsbahn das Werk, da im damals preußischen Görlitz die sächsische Eisenbahnlinie aus Dresden und die preußischen Eisenbahnlinien aus Berlin, Kohlfurt, Lauban und Seidenberg aufeinander trafen. Beide Staatsbahnen besaßen in etwa identische Anlagen in der Betriebswerkstätte. So führten auf jeder Seite jeweils zwei Gleise auf die getrennten Schiebebühnen. Eine Drahtziegelwand trennte den preußischen vom sächsischen Teil des gemeinsamen Lokschuppens. In der Schuppenmitte befanden sich jeweils 10 Lokstände mit einer jeweils 17 Meter langen Arbeitsgrube und Rauchabzug. Auf der preußischen östlichen Einfahrtseite waren weitere sieben Stände vorhanden. Auf sächsischer Seite behielt man sich den Raum für Erweiterungen vor. Weiterhin befanden sich auf preußischer Seite eine Betriebswerkstatt, eine Stellmacherei, eine Schmiede, das Magazin sowie das Dienstzimmer des Werkführers. Auf sächsischer Seite lagen Werkstatt, Kleidertrocken-, Wasch- und Aufenthaltsraum für die Werkstattarbeiter und Schuppenfeuermänner.
Jede Bahnverwaltung besaß vor ihrem Schuppenteil seine eigene Drehscheibe. Von der preußischen Drehscheibe im Osten führten zwei Stumpfgleise (Gleis 10o und 11o) an die Kohlebansen. Am dritten Gleis 12o (o steht für die preußische Ostseite) lag die Kohleladebühne, die Löschgrube und der Wasserkran. Gleichzeitig diente es auch als Einfahrgleis in die Halle. Am Ausfahrgleis 9o befand sich das preußische Übernachtungsgebäude. In dem Gebäude zwischen Aus- und Einfahrgleis war wiederum das Materialienmagazin untergebracht.
Auf preußischer wie auf sächsischer Seite befanden sich Außenaborte und Aufenthaltsräume für die Kohlelader. Die sächsische 16,2-Meter-Drehscheibe wurde nur genutzt, wenn die Lokomotiven gedreht werden mussten, um mit ihrem Schlot unter dem Rauchabzug zu stehen. Sonst konnten die Lokomotiven direkt aus der E-Gruppe kommend über das Gleis 1w (w steht für die sächsische Westseite) in den sächsischen Teil einfahren. Auch am sächsischen Einfahrgleis befanden sich eine Kohleladebühne, eine Löschgrube und der Wasserkran. Das Ausfahrgleis war Gleis 4w. Auf westlicher Seite waren das sächsische Magazin und das Übernachtungsgebäude direkt mit der Betriebswerkstätte verbunden. Die jeweiligen Verwaltungsgebäude befanden sich etwas abseits des Werks.
Die Betriebswerkstätte diente nur der Instandhaltung von Güterzuglokomotiven. In ihr waren preußische Lokomotiven der Gattungen G5, G8, G82, G10 und T92, T13 sowie T16 stationiert. Auf sächsischer Seite kamen Lokomotiven der Gattungen V V, IX V und XI V hinzu.

### Weimarer Republik und Nationalsozialismus

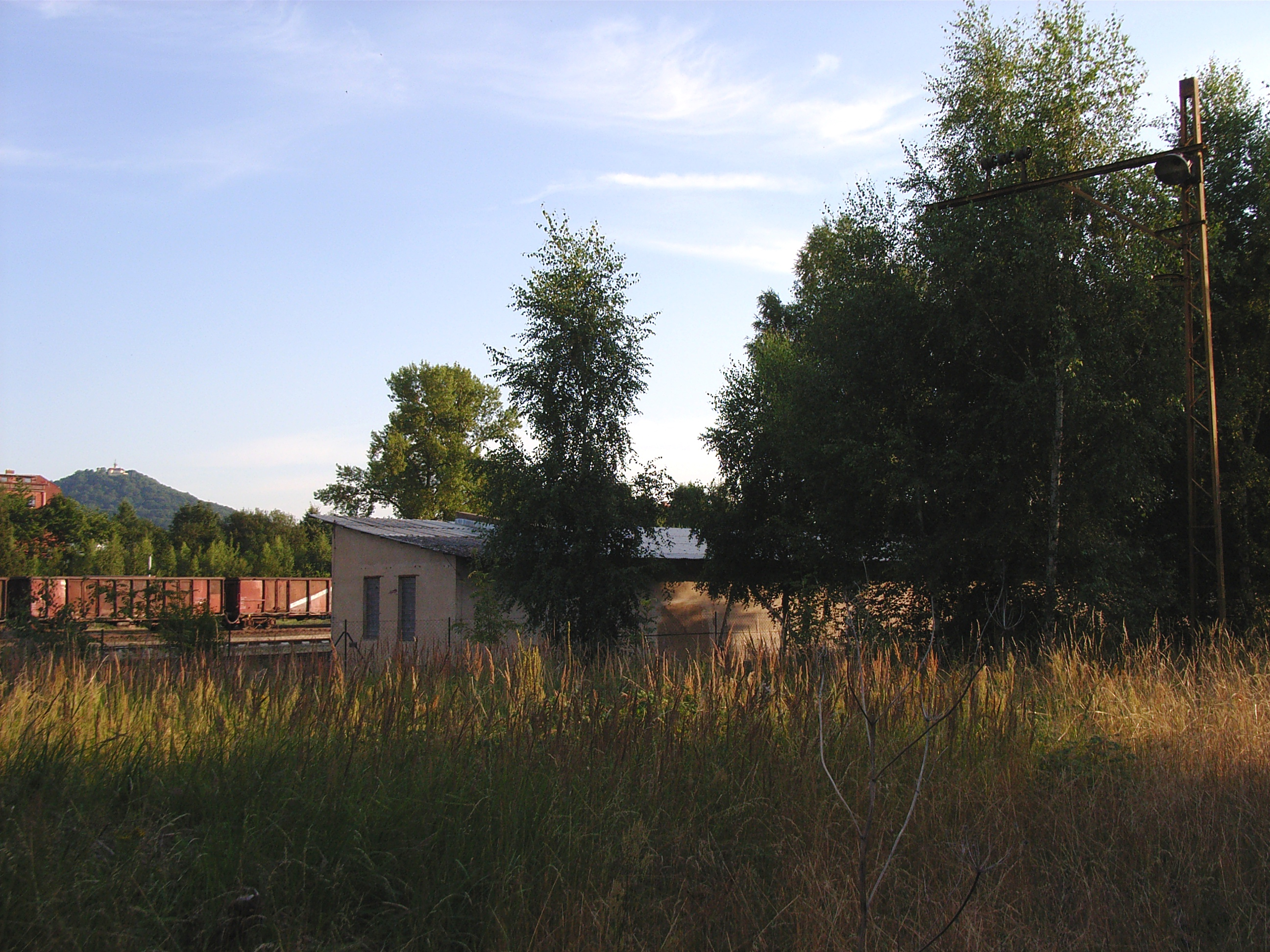
Einer der letzten erhaltenen Oberleitungsmasten auf der westlichen Seite

Mit dem Inkrafttreten des Staatsvertrags zur Gründung der Deutschen Reichseisenbahnen am 1. April 1920 gingen die einzelnen Länderbahnen in Hoheit des Deutschen Reiches über. Nun unterstand das gesamte Werk als Bahnbetriebswerk (Bw) Schlauroth dem Eisenbahnmaschinenamt (EMA) Görlitz (ab 1927: Reichsbahn-Maschinenamt (RMA) Görlitz) innerhalb der Eisenbahndirektion Breslau (ab 1922: Reichsbahndirektion Breslau). Nach der Auflösung des RMA Görlitz 1936 wurde das Werk dem RMA Hirschberg (Riesengeb) unterstellt.
Mit der Eingliederung der Länderbahnen in die Reichsbahn wurde auch die trennende Drahtziegelwand im Rechteckschuppen abgetragen. Im Bw Schlauroth waren von nun an hauptsächlich ehemalige preußische Baureihen beheimatet, so z. B. Baureihe 942–4 (ehem. T 16) für den Verschub, Baureihe 925–10 (ehem. T 13) für Übergabezüge und 5525–56 (ehem. G 81), 562–8 (ehem. G 81 mit Laufachse) sowie 5710–35 (ehem. G 10). Auch die ersten 5810–21 (ehem. G 12) erweiterten bald den Bw-Bestand.
Mit dem Lückenschluss zwischen Görlitz und dem Verschiebebahnhofs Schlauroth war auch das Bw an das elektrifizierte schlesische Netz in Richtung Lauban auf der schlesischen Gebirgsbahn angebunden. Die Oberleitung überspannte die östliche Drehscheibe, wohingegen sie vor der westlichen Drehscheibe endete. Innerhalb des Rechteckschuppens führte der Fahrdraht von beiden Seiten bis an die Schiebebühnen. Seit der Elektrifizierung waren auch Elektrolokomotiven im Schlaurother Werk stationiert. Auch die Reisezugelektrolokomotiven fuhren bis nach Schlauroth, da das Bw Görlitz lediglich über zwei mit Fahrdraht überspannte Gleise für die Wendelokomotiven verfügte. Damit endete in Schlauroth die Zeit als reines Güterzuglokbahnbetriebswerk.
Stationiert waren im Schlaurother Werk folgende Ellokbaureihen: E 17, E 21.0, E 42, E 50, E 91 und E 94. Auch mehrere Dampflokomotiven der Baureihen 0310, 1710, 3810–40, 41, 50, 52, 5710, 5810, 64, 74, 86, 913 und 925 waren noch in Schlauroth beheimatet.

### Nachkriegs- und DDR-Zeit
Die Stadt Görlitz und das Bw Schlauroth blieben von Angriffen während des Zweiten Weltkriegs weitgehend verschont. Am letzten Kriegstag – dem 7. Mai 1945 – wurden das Neißeviadukt über die Lausitzer Neiße und zahlreiche weitere Eisenbahnbrücken von der Wehrmacht rund um Görlitz gesprengt. Der Eisenbahnknoten Görlitz war somit am Kriegsende weitgehend vom Eisenbahnnetz abgeschnitten. Auch der elektrische Bahnbetrieb wurde bereits in den letzten Kriegswochen durch den Vorstoß der Roten Armee eingestellt. Durch die Sprengung des Neißeviadukts und die Besetzung der Gebiete östlich der Neiße durch Polen verblieb nur noch das elektrifizierte Restnetz zwischen Bahnhof Görlitz und Verschiebebahnhof unter deutscher Verwaltung. Jedoch kam es auch hier zu sowjetischen Reparationsleistungen, somit zum Abbau der Fahrleitungen.
Der Verschiebebahnhof wurde nach dem Krieg für etwa fünf Jahre stillgelegt und für zwei Bahnbetriebswerke in unmittelbarer Nachbarschaft gab es durch den erst langsam wieder einsetzenden Verkehr nicht genügend Aufgaben. Das einstige Bw Schlauroth wurde von der Reichsbahndirektion Dresden zu einer Lokabteilung des Bw Görlitz degradiert. In der Lokabteilung Schlauroth wurden nun die auf dem Verschiebebahnhof abgestellten Schad- und Beutelokomotiven sowie Wagen ausgebessert. Die Schlaurother Lokabteilung war für die sogenannten Schadgruppen L2 und L3 zuständig und entwickelte sich in der Folgezeit immer mehr zu einem Ausbesserungswerk.
1945 wurden bereits 23 Lokomotiven und zahlreiche Güterwagen aufgearbeitet. In den folgenden drei Jahren durchliefen mehr als 100 ausgebesserte Lokomotiven das Werk. Zum 1. Januar 1950 entschieden sich die Reichsbahndirektion Dresden und die Generaldirektion der Deutschen Reichsbahn für die Loslösung der Lokabteilung vom Bw Görlitz und zur Gründung des Reichsbahnausbesserungswerks (Raw) Schlauroth. Zu den Hauptaufgabengebieten sollte die Aufarbeitung von Schmalspurlokomotiven gehören, aber auch Normalspurlokomotiven wurden weiter ausgebessert. So zählten lange Zeit die Baureihen 3810–40, 562–8, 5810–21, 754, 755, 8970–75, 913–18, 925–10, 945–17 und 9420–21. Hinzu kamen weiterhin zahlreiche Werkloks, u. a. des Waggonbaus Görlitz und des Braunkohletagebaus Berzdorf.
Für die zahlreichen Spurweiten (600, 750, 900, 1000 und 1450 mm) mussten die Reparatur- und Schiebebühnengleise angepasst werden. Das Gleis 7w wurde als Vierschienengleis für zusätzlich 750 und 1000 mm ausgebaut. Somit konnten auf etwa 300 Metern Probefahrten durchgeführt werden. Die sächsische Drehscheibe und zahlreiche weitere Gleisanlagen auf sächsischer Seite wurden abgebaut.

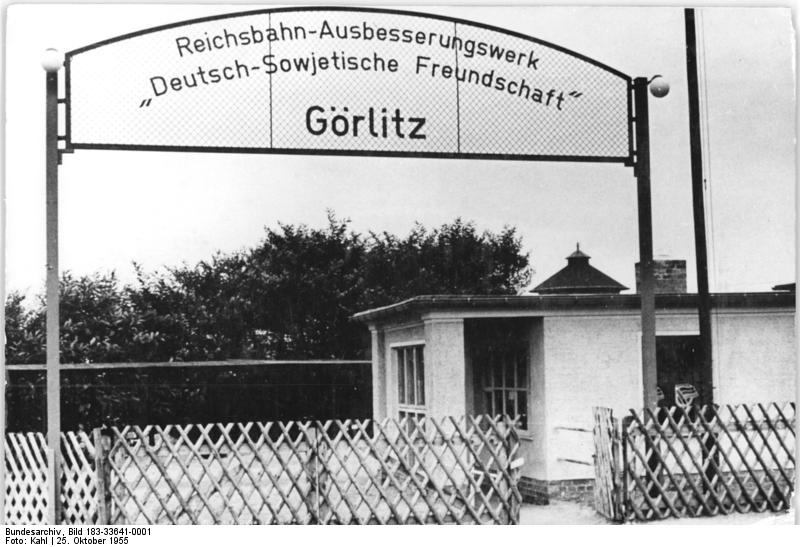
Der langjährige Name Reichsbahnausbesserungswerk „Deutsch-Sowjetische Freundschaft“ Görlitz stand über dem Tor der Pforte an der Straße der Eisenbahner

Am 8. September 1955 wurde dem Raw der Ehrenname Deutsch-Sowjetische Freundschaft verliehen. Seitdem trug das Werk den Namen Reichsbahnausbesserungswerk „Deutsch-Sowjetische Freundschaft“ Görlitz (kurz Raw „DSF“ Görlitz). Mitte der 1950er Jahre wurden jährlich etwa 200 Schmalspurlokomotiven aufgearbeitet. In den 1960er Jahren sank die Zahl auf jährlich 170, da die Rekonstruktion mancher Baureihen vom Arbeitsumfang einem Neubau glichen. Anfang bis Mitte der 1960er Jahre baute das Raw vier Kessel und 35 Lokrahmen. Weitere Kessel lieferten das Raw Halberstadt und das Raw Cottbus. In den 1970er Jahren sank die Anzahl der ausgebesserten Schmalspurlokomotiven auf 120 Stück pro Jahr. Ein Grund war auch die Stilllegung zahlreicher Schmalspurstrecken der Deutschen Reichsbahn. Auch Dampflokomotiven der Pioniereisenbahnen aus Dresden und Leipzig sowie die der Waldeisenbahn Muskau waren regelmäßig zu Gast im Schlaurother Werk.
Mitte der 1960er Jahre kam eine weitere Aufgabe hinzu. Das Raw übernahm die Aufarbeitung von Transportwagen für die Schmalspurloks. Weiterhin wurden normalspurige Rollwagen und Rollböcke für den Transport schmalspuriger Güterwagen aufgearbeitet. Auch die Wiederherstellung von rollbaren Kleincontainern für den Haus-zu-Haus-Güterverkehr gehörte zu den neuen Aufgaben. Zwischen 1970 und 1978 arbeitete das Werk Dampfspeicherlokomotiven für die Industrie auf. Ab 1974 wurden die ersten Lokomotiven der Harzquerbahn mit Druckluftbremsen ausgestattet. Weitere zwei Jahre später begann die Umrüstung von Schmalspurlokomotiven auf Ölhauptfeuerung. 1982 waren bereits alle 17 Lokomotiven umgerüstet, jedoch beschloss die DDR auf Grund der zweiten Ölkrise den Rückbau auf Kohlefeuerung. Dieser war 1984 abgeschlossen.
Seit 1971 war das Schlaurother Raw ein Werkteil des Raw „Hermann Matern“ Cottbus, jedoch erlangte es bereits 1978 seine Eigenständigkeit wieder. Während der Zugehörigkeit zum Cottbuser Raw gehörte die Aufarbeitung von Zylinderköpfen der Großdiesellokomotivbaureihen 120, 130, 131 und 132 mit zum Aufgabengebiet der Schlaurother. In den Jahren 1980/1981 musste das Raw kurzfristig 380 Zementbehälterwagen der Gattung Ucv aufarbeiten.
Ende der 1970er Jahre begann das FEW Blankenburg auf dem benachbarten Rangierbahnhof mit der Erprobung der FEW-Dreikraftbremsen. Zur späteren Produktion der Balkengleisbremsen in Form der FEW-Dreikraftbremsen erhielt das Raw die neue Halle III, die Halle IV im Ostteil und die Traglufthalle auf dem Areal der ehemaligen sächsischen Drehscheibe. Neben der Produktion der Dreikraftbremsen kam in den Folgejahren auch die Aufarbeitung der verschlissenen Bremsen hinzu. Diese Zusatzaufgabe machte eine verstärkte Umschulung der Mitarbeiter erforderlich, da für sie mehr Zerspanungsfacharbeiter (Dreher und Fräser) als Schlosser benötigt wurden. Bei der Fertigung kamen auch Industrieroboter zum Einsatz.

### Nach der Wende

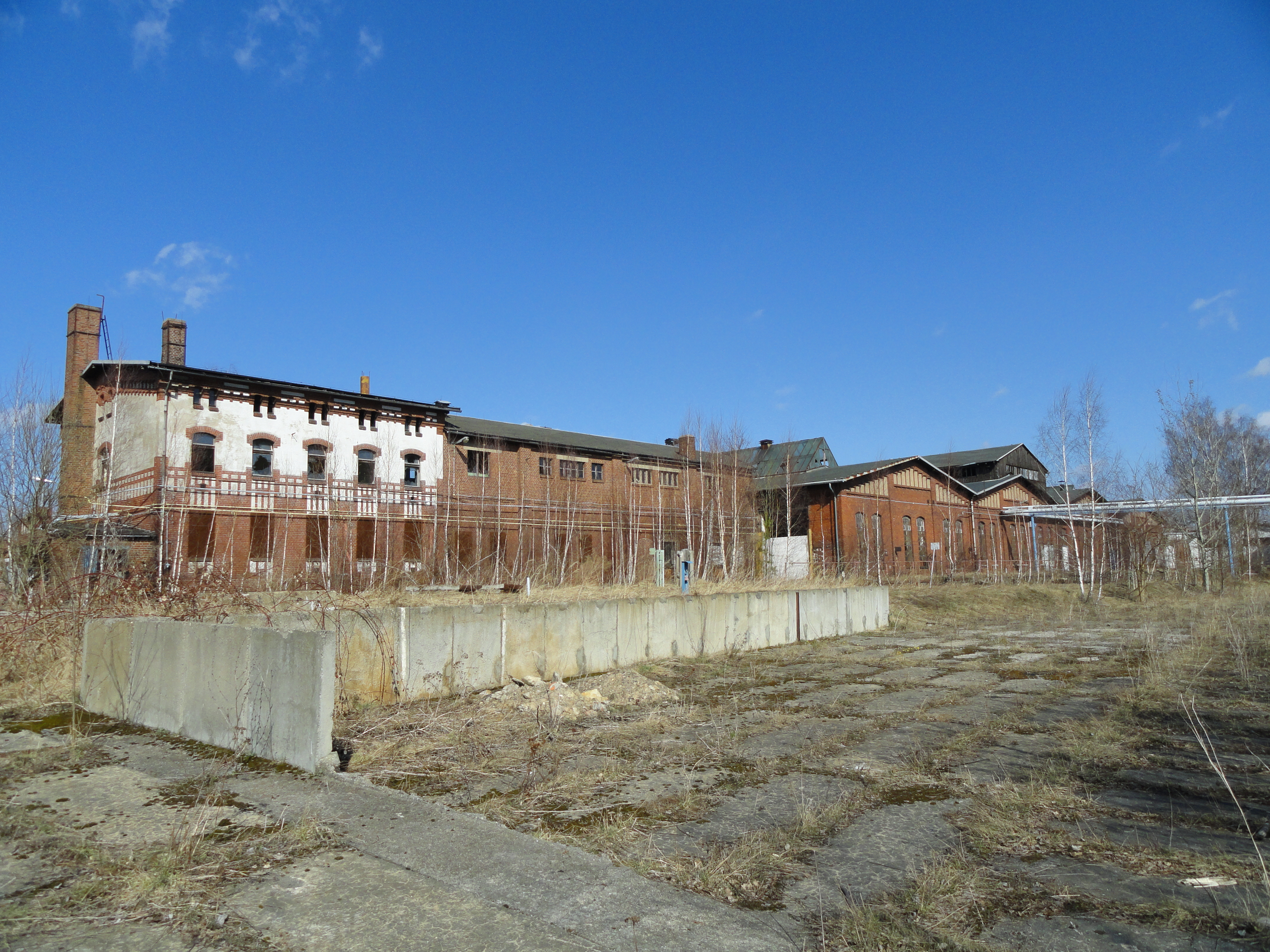
Die verfallenen Gebäude des Raw

Nach der politischen Wende und der anschließenden Wiedervereinigung ging der Güterverkehr in den östlichen Bundesländern stark zurück, so dass die Produktion bzw. Instandhaltung der Dreikraftbremsen immer geringer wurde. Im Jahr 1992 wurden die Schmalspurdampflokomotiven der Zittauer Schmalspurbahn auf Leichtölfeuerung umgestellt. Auch übernahm das Werk ab 1992 die Aufarbeitung schmalspuriger Personenwagen zunächst für den Freistaat Sachsen, ein Jahr später für alle neuen Bundesländer. Es kamen auch wieder Regelspurdampflokomotiven – z. B. die 52 8029 (MaLoWa Klostermansfeld) und die 52 5933 (Museumspoorlijn S•T•A•R-NL "TE-5933") – zur Instandsetzung in das Görlitzer Werk. Die letzte aufgearbeitete Regelspurdampflok war die 03 204 aus Cottbus, die letzte Schmalspurdampflok die 99 568 der Preßnitztalbahn.
Mit einer Umstrukturierung der Werke innerhalb der Deutschen Bahn AG gab die Bahn das Werk 1996 auf. Die Aufarbeitung der Schmalspurlokomotiven übernahm nun das Dampflokwerk Meiningen. Einige Mitarbeiter waren noch am Rückbau des Werkes beteiligt, traten in den Ruhestand, wechselten zum Görlitzer Waggonbau oder wurden arbeitslos.

## Heutige Nutzung
Nach der Schließung des Güterbahnhofs und des Ausbesserungswerks wurden die ausgedehnten Gleisanlagen zurückgebaut. Das Grundstück und die Bauwerke gehörten im Jahr 2004 noch der Deutschen Bahn, die die Fenster und Türen der Gebäude zum Großteil verschließen, vermauern oder durch Metallplatten abdecken ließ. Durch Vandalismus sind die Gebäude des einstigen Raw stark beschädigt worden. Auch der Leerstand der Gebäude und die Witterung wirken sich negativ auf die Bausubstanz aus. So erwiesen sich beispielsweise einige Zwischendecken bei den regelmäßigen Begehungen als einsturzgefährdet.
Lediglich die Firma Brunel GmbH Railmotive nutzte das ehemalige Erprobungszentrum für die automatische Mittelpufferkupplung. Die Firma wurde 2008 vom TÜV Süd aufgekauft, der den Standort Görlitz in die Tochter TÜV Süd Rail integrierte. Der TÜV führt hier unter anderem Crashprüfungen an Wagen durch. Auch dynamische und statische Festigkeitsprüfungen, Prüfungen der Sicherheit gegen Entgleisen sowie die Bestimmung von Fahrzeugparametern wie Wankpol, Neigungskoeffizient, Schwerpunkt, Torsionssteifigkeit und Tankcontainerprüfungen gehören zum Aufgabenbereich der Prüfanlage.